# Mbalmayói egyházmegye
A Mbalmayói egyházmegye (latinul: Diocesis Mbalmayoën(sis)) a római katolikus egyház egyik egyházmegyéje Kamerunban. A püspöki székvárosa Mbalmayo. A Yaoundéi főegyházmegye szuffragán egyházmegyéje.

## Története
Az egyházmegyét 1961. június 24-én alapították meg a Yaoundéi főegyházmegye területéről való leválasztással.

## Püspökök
- Paul Etoga (1961. június 24. – 1987. március 7.)
- Adalbert Ndzana (1987. március 7. - 2016. december 27.)
- Joseph-Marie Ndi-Okalla (2016. december 27. óta)

### Koadjutor püspök
- Adalbert Ndzana (1984-1987)